# Prîsîvașne, Sovietskîi
Prîsîvașne (în ucraineană Присивашне) este un sat în comuna Urojaine din raionul Sovietskîi, Republica Autonomă Crimeea, Ucraina.

## Demografie
Componența lingvistică a localității Prîsîvașne
     Rusă (58,95%)
     Ucraineană (8,68%)
     Alte limbi (0,52%)
Conform recensământului din 2001, majoritatea populației localității Prîsîvașne era vorbitoare de rusă (58,95%), existând în minoritate și vorbitori de ucraineană (8,68%).